# لیپنکا (شهرستان جتی‌اغوز)
لیپنکا (به لاتین: Lipenka) یک منطقهٔ مسکونی در قرقیزستان است که در شهرستان جتی‌اغوز واقع شده‌است. لیپنکا ۱٬۵۹۴ نفر جمعیت دارد و ۱٬۶۵۶ متر بالاتر از سطح دریا واقع شده‌است.